# 토겐부르크 전쟁
토겐부르크 전쟁(Toggenburg War)은 제2차 빌메르겐 전쟁(Second War of Villmergen) 또는 1712년 스위스 내전(Swiss Civil War of 1712)으로도 알려져 있다. 이 분쟁은 1712년 4월 12일부터 8월 11일까지 구스위스 연방 기간의 스위스 내전이었다. 가톨릭 ‘내주’ 그리고 장크트갈렌의 제국 수도원은 베른과 취리히의 개신교주와 토겐부르크의 수도원 지지파와 싸웠다. 그 갈등은 종교전쟁, 남부연합의 패권을 위한 전쟁, 신민들의 봉기였다. 전쟁은 개신교의 승리로 끝났고, 남부 연합 내 정치 세력의 균형을 무너뜨렸다.

## 배경
이 전쟁은 장크트갈렌 수도원의 대수도원장인 레오데가 뷔르키서(Leodegar Bürgisser)와 토겐부르크 백국령의 개신교 신민 사이의 갈등으로 인해 발생했다. 그것은 1460년부터 장크트갈의 제국 수도원에 속해 있었지만, 1436년부터 란트법(Landrecht)을 통해 스위스의 각 지자체 글라루스주와 슈비츠주와 동시에 연결되었다. 제국령 수도원에 주권을 양도한 후, 토겐부르크의 개혁파 주민들은 스위스 동맹국인 취리히와 베른주의 약속을 받았다. 그리고 대수도원장은 종교적인 문제에서 평등한 대우의 원칙이 존중될 것이라고 말했다. 그러나 장크트갈의 수도원장은 반종교개혁의 틀에서 토겐부르크를 가톨릭으로 되돌리려는 시도에 착수했다. 거의 완전히 개혁된 지자체를 포함하여 모든 지자체에서 가톨릭의 지위가 강화되었고, 여러 마을에 새로운 가톨릭 교회가 세워져 교구 교회의 일반적인 사용이 더 이상 필요하지 않았다.
17세기에 대수도원장과 그들의 세속 집정관인 란데쇼프마이스터(Landeshofmeister)는 임시 주권 영토를 보다 엄격하게 조직하고 당시의 절대주의적 관행의 틀에서 적어도 잠정적으로는 현대적인 통치에 종속시키기 시작했다. 그 결과 영위 당국이 개신교 성직자를 침해함으로써 갈등이 발생했다. 예를 들어, 1663년에 리히텐슈타이그에 있는 토겐부르크의 임시 총독인 볼프강 프리드리히 쇼르노(Wolfgang Friedrich Schorno)는 개혁주의 설교 중에 신성모독을 저질렀다고 주장하는 교구장 예레미아스 브라운(Jeremias Braun)에게 사형을 선고했다. 개신교 주인 아펜첼 아우서로덴의 개입을 통해서 브라운의 형벌은 추방으로 축소되었다. 4년 후, 토겐부르크는 자신들의 보호 주의 개입을 통해 대수도원장 갈루스 알트(r. 1654–1687)로 하여금 쇼르노를 직위에서 해임시키는 데 성공했다.
1695년, 반종교개혁의 틀에서 연합의 7개 가톨릭 주와 장크트갈의 대수도원장은 "비카톨릭 종교"에 대항하여 가톨릭의 구원을 위한 동맹을 결성했다. 제국 수도원과 가톨릭 중부 스위스 간의 연결을 강화하기 위해 슈비츠는 1699년에 레오데가 뷔르키서 주교후(r. 1696–1717)에게 우츠나흐와 바트빌 사이의 리켄 고개를 가로지르는 새로운 도로 건설을 제안했다. 그것은 전쟁 시 카톨릭 군대를 토겐부르크와 영지로 빠르게 이동할 수 있게 함으로써 카톨릭 주에 전략적, 경제적으로 중요한 조치였다.
1697년 개혁 제국 도시 장크트갈렌과의 "교차 전쟁"이 해결된 후, 뷔르키서는 바트빌 시정촌에 차지권 부여(Socage)를 통해 토겐부르크 측의 리켄 고개를 가로지르는 도로 건설을 시작하도록 명령했다. 바트빌이 도로 건설에 협력하기를 거부한 것은 종교 자유에 대한 위협이자, 재정적 압박으로 이어진 것으로 간주되어 대수도원장과 심각한 갈등을 일으켰다. 그는 결국 반대파를 타파하기 위해 토겐부르크 최고 치안판사(Landweibel) 요제프 게르만(Josef Germann)을 투옥하였다. 게르만은 가톨릭 신자였기 때문에 토겐부르크가의 불평은 보호령인 칸톤들이 수렴했고, 토겐부르크 가문을 대표하여 활동하기 시작했다. 그 상황에서, 세속 집정관 피델 폰 투른은 뷔르키서의 편을 들어 신성 로마 제국 내에서 외교관계를 맺도록 했으며, 1702년에는 합스부르크의 황제 레오폴트 1세와 보호 조약을 체결하고, 뷔르키서는 번왕으로 임명되기까지 했다. 이러한 사건은 분쟁을 범유럽 수준으로 격상시키겠다고 위협한 것이었다. 더욱이, 이는 1451년 이후로 장크트갈렌이 회원이었음에도 불구하고, 장크트갈렌의 제국령 수도원이 연맹의 모든 영향을 피하고자 한 것이었다. (스위스는 합스부르크가로부터의 독립을 유지하기 위해 수세기 동안 싸웠다). 특히 아펜첼뿐만 아니라 취리히도 그러한 상황을 받아들이지 못했다. 번왕령은 연방 내에서 네 번째로 많은 인구를 수용했으며, 동부 스위스에서 필수적인 경제적 중요성을 가진 터였다.
토겐부르크는 주로 그들의 보호주인 슈비츠주와 글라루스주에서 동맹을 찾았고, 1703년과 1704년에 그들의 란트법(Landrecht
)을 갱신했다. 게다가 취리히와 베른의 개신교 전초 기지들은 토겐부르크 대의를 점점 더 지지하게 되었다. 1707년에 그들은 토겐부르크에 광범위한 자치권을 부여하는 중재안을 대수도원장에게 제출했지만, 뷔르키서는 응답하지 않았다. 그런 다음 일련의 사건이 시작되었고 결국 전쟁으로 확대되었다.

## 같이 보기
- 제1차 카펠 전쟁
- 제2차 카펠 전쟁
- 제1차 빌메르겐 전쟁
- 스위스 통일전쟁